# Estrada masculina no Campeonato Mundial de Estrada de 2019
A Estrada masculina no Campeonato Mundial de Estrada de 2019 disputou-se em Yorkshire (Reino Unido) a 29 de setembro de 2019 sobre um percurso de 261,8 quilómetros, baixo a organização da União Ciclista Internacional (UCI).
O dinamarquês Mads Pedersen proclamou-se campeão do mundo. A medalha de prata foi para o italiano Matteo Trentin e a de bronze para o suíço Stefan Küng.

## Percorrido
O evento de estrada era similar à realizada na 1.ª etapa do Tour de France de 2014 percorrendo a região de Yorkshire. O percurso era inicialmente de 280 quilómetros começando na cidade comercial de Leeds no condado de Yorkshire do Oeste, logo os ciclistas percorreram as localidades de Otley, Ilkley, Skipton, e Buckden. Ao percorrer o lugar de Cray, os ciclistas enfrentariam a primeira cota da carreira chamada Côte de Cray de 1,6 quilómetros a 7.1% de pendente; mais adiante, os ciclistas percorreriam a zona de Richmondshire através das localidades de Aysgarth, Bainbridge, e Hawes; onde enfrentaram a segunda cota da carreira chamada Buttertubs Pass de 4,4 quilómetros a 6,5% de pendente. Passado os 100 quilómetros de carreira, os ciclistas dirigir-se-iam para as localidades de Gunnerside, Healaugh, e Grinton; para enfrentar a última cota da carreira chamada Grinton Moor de 3 quilómetros a 6,7% de pendente. Finalmente, os ciclistas passariam para a localidade de Ripon através do área de Harrogate para entrar ao circuito de 13,8 quilómetros para dar 7 voltas até à linha de meta. Devido às condições meteorológicas, a mesma manhã da prova, a organização decidiu anular as duas primeiras subidas e dar mais duas voltas ao circuito, para um total de nove, sendo a distância final de 261,8 quilómetros.

## Selecciones participantes
Tomaram parte da estrada masculina um total de 197 ciclistas de 42 nações.
| Equipes nacionais (42)- Argentina - Austrália - Áustria - Bélgica - Bielorrússia - Canadá - Colômbia - Costa Rica - Croácia - Chéquia - Dinamarca - Equador - Eritreia - Espanha - Estónia - França - Grã-Bretanha - Alemanha - Grécia - Hungria - República da Irlanda - Itália - Japão - Cazaquistão - Letónia - Lituânia - Luxemburgo - Namíbia - Países Baixos - Noruega - Nova Zelândia - Polónia - Portugal - Roménia - África do Sul - Rússia - Eslovénia - Suíça - Eslováquia - Suécia - Ucrânia - Estados Unidos |
| |

## Classificação final
- As classificações finalizaram da seguinte forma:[8]

| \| Classificação geral \| Classificação geral \| Classificação geral \| Classificação geral \| Classificação geral \| \| Ciclista \| Ciclista \| Equipe \| Tempo \| \| \| ------------------- \| ------------------- \| ------------------- \| ------------------- \| ------------------- \| \| 1. \| Mads Pedersen \| Dinamarca \| 6h27m28s \| \| \| 2. \| Matteo Trentin \| Itália \| + 0s \| \| \| 3. \| Stefan Küng \| Suíça \| + 2s \| \| \| 4. \| Gianni Moscon \| Itália \| + 17s \| \| \| 5. \| Peter Sagan \| Eslováquia \| + 43s \| \| \| 6. \| Michael Valgren \| Dinamarca \| + 45s \| \| \| 7. \| Alexander Kristoff \| Noruega \| + 1m10s \| \| \| 8. \| Greg Van Avermaet \| Bélgica \| + 1m10s \| \| \| 9. \| Gorka Izagirre \| Espanha \| + 1m10s \| \| \| 10. \| Rui Costa \| Portugal \| + 1m10s \| \| |                    |            |          |
| |                    |            |          |
| Fonte: ProCyclingStats |                    |            |          |
| Classificação geral |                    |            |          |
| Ciclista | Ciclista           | Equipe     | Tempo    |
| 1. | Mads Pedersen      | Dinamarca  | 6h27m28s |
| 2. | Matteo Trentin     | Itália     | + 0s     |
| 3. | Stefan Küng        | Suíça      | + 2s     |
| 4. | Gianni Moscon      | Itália     | + 17s    |
| 5. | Peter Sagan        | Eslováquia | + 43s    |
| 6. | Michael Valgren    | Dinamarca  | + 45s    |
| 7. | Alexander Kristoff | Noruega    | + 1m10s  |
| 8. | Greg Van Avermaet  | Bélgica    | + 1m10s  |
| 9. | Gorka Izagirre     | Espanha    | + 1m10s  |
| 10. | Rui Costa          | Portugal   | + 1m10s  |

## UCI World Ranking
A Estrada masculina outorgou pontos para o UCI World Ranking, este último para corredores das equipas nas categorias UCI World Team, Profissional Continental e Equipas Continentais. A seguinte tabela são o barómetro de pontuação e os 10 corredores que obtiveram mais pontos:
| Posição   | 1.º | 2.º | 3.º | 4.º | 5.º | 6.º | 7.º | 8.º | 9.º | 10.º | 11.º | 12.º | 13.º | 14.º | 15.º | 16.º | 17.º-21.º | 22.º-31.º | 32.º-50.º | 51.º-55.º | 56.º-60.º |
| Pontuação | 600 | 475 | 400 | 325 | 275 | 225 | 175 | 150 | 125 | 100  | 85   | 70   | 60   | 50   | 40   | 35   | 30        | 20        | 10        | 5         | 3         |

| Classificação |                    |        |
| Posição       | Ciclista           | Pontos |
| ------------- | ------------------ | ------ |
| 1.º           | Mads Pedersen      | 600    |
| 2.º           | Matteo Trentin     | 475    |
| 3.º           | Stefan Küng        | 400    |
| 4.º           | Gianni Moscon      | 325    |
| 5.º           | Peter Sagan        | 275    |
| 6.º           | Michael Valgren    | 225    |
| 7.º           | Alexander Kristoff | 175    |
| 8.º           | Greg Van Avermaet  | 150    |
| 9.º           | Gorka Izagirre     | 125    |
| 10.º          | Rui Costa          | 100    |